# Voyelle mi-fermée centrale non arrondie
La voyelle mi-fermée (ou moyenne supérieure) centrale non arrondie est une voyelle utilisée dans certaines langues. Son symbole dans l'alphabet phonétique international est [ɘ], et son équivalent en symbole X-SAMPA est @\.
Le symbole API est un caractère e inversé de gauche à droite, et ne doit pas être confondu avec le symbole ə, un caractère e doublement inversé de haut en bas et de gauche à droite, qui correspond au schwa, la voyelle moyenne centrale.

## Caractéristiques
- Son degré d'aperture est mi-fermé, ce qui signifie que la langue est positionnée aux deux-tiers du chemin entre une voyelle fermée et une voyelle moyenne.
- Son point d'articulation est central, ce qui signifie que la langue est placée au milieu de la bouche, à mi-chemin entre une voyelle postérieure et une voyelle antérieure.
- Son caractère de rondeur est non arrondi, ce qui signifie que les lèvres ne sont pas arrondies.

## Langues
- Paicî : [kɘ̄ɾɘ̄] « araignée »
- Shixing : [ɫa³³nbɘ⁵³] « pantalons »